# Chrysendeton kimballi
Chrysendeton kimballi là một loài bướm đêm trong họ Crambidae.